# 窓から飛び出せ
『窓から飛び出せ』（まどからとびだせ）は、1950年（昭和25年）3月26日公開の日本映画である。新東宝製作・配給。監督は島耕二。モノクロ、スタンダード、80分。
第二次世界大戦前の日本映画の黄金期から松竹専属のスター俳優として活躍した大日方傳の初製作作品で、原作も担当している。主演の大日方とその一家が出演した他、同じく第二次世界大戦前から活躍する藤原釜足や轟夕起子の他、若手俳優だった小林桂樹らが出演。香川京子のデビュー作としても知られている。

## あらすじ
農業と畜産業を営む徳山家は祖父の理太郎と周介、弟の勇二、妻の藤子と子供だけで4人いるという幸せな大家族である。しかし隣人の藤枝家では、船長である父の船が遭難し、母の千栄子と娘の茉利子、弟の道夫が残った財産を売り飛ばすことで何とか食いつないでいた。

## スタッフ
- 監督：島耕二
- 製作：大日方傳
- 原作：大日方傳
- 脚色：山崎謙太、島耕二
- 撮影：安本淳
- 音楽：早坂文雄
- 録音：矢野口文雄

## キャスト
- 徳山周介：大日方傳
- 徳山藤子：轟夕起子
- 徳山勇二：小林桂樹（大映）
- 藤枝茉利子：香川京子（新人）
- 藤枝千栄子：岡村文子（松竹）
- 徳山理太郎：汐見洋
- 藤枝正次郎：藤原釜足
- 古道具屋：杉狂児
- お照し教師：小林十九二
- 井戸屋源造：鳥羽陽之助
- 山田：清川荘司
- 徳山安吾：大日方荒弼
- 徳山龍介：土屋美光
- 徳山玉子：大日方百合子
- 徳山洋子：大日方桃子
- 藤枝道夫：大日方駿介